# Weller at the BBC
Weller at the BBC è un album live di Paul Weller pubblicato per la Island Records il 3 novembre 2008.

## Tracce
CD 1
1. Fly On the Wall - 3:32
2. Pink On White Walls - 2:46
3. Foot of the Mountain - 3:36
4. Amongst Butterflies - 2:31
5. Wild Wood - 3:34
6. Hung Up - 2:59
7. Out of the Sinking - 3:47
8. Clues - 3:55
9. Whirlpools' End - 6:50
10. Hung Up - 2:57
11. Black Sheep Boy - 2:07
12. Out of the Sinking - 3:27
13. Wild Wood - 3:34
14. Broken Stones
15. Woodcutter's Son - 4:15
16. My Whole World Is Falling Down - 3:43
17. Time Passes - 4:15
18. The Changingman - 3:46
19. I Walk On Gilded Splinters - 3:21

CD 2
1. Reason to Believe - 2:16
2. Black Sheep Boy - 2:12
3. Fly On the Wall - 3:30
4. Broken Stones - 2:29
5. You Do Something to Me - 3:23
6. Porcelain Gods - 5:07
7. Peacock Suit - 3:27
8. All the Pictures On the Wall - 3:47
9. Foot of the Mountain - 4:52
10. Up In Suzes' Room - 4:26
11. The Circle - 2:31
12. Driving Nowhere - 2:58
13. I Shall Be Released - 3:02
14. As You Lean Into the Light - 2:45
15. Brushed - 3:46
16. Peacock Suit - 3:04
17. Up In Suzes' Room - 4:35
18. Friday Street - 2:30
19. Mermaids - 3:12
20. The Poacher - 3:15
21. Heavy Soul, Pt. 1 & 2 - 7:42

CD 3
1. Driving Nowhere - 2:49
2. Waiting On an Angel - 3:58
3. Friday Street - 2:30
4. Science - 3:34
5. Wishing On a Star - 3:29
6. Thinking of You - 3:10
7. Corrina, Corrina - 2:26
8. Early Morning Rain - 3:59
9. Foot of the Mountain - 3:20
10. Early Morning Rain - 3:49
11. To the Start of Forever - 4:24
12. Out of the Sinking - 3:07
13. Paper Smile - 3:01
14. Come On / Let's Go - 3:00
15. Roll Along Summer - 3:42
16. I Wanna Make It Alright - 3:35
17. All I Wanna Do - 4:07
18. Cold Moments - 4:56
19. Push It Along - 2:48
20. Pretty Flamingo - 2:41

CD 4 – London Town and Country Club 05.12.1990
1. My Ever Changing Moods 5:50
2. A Man of Great Promise 2:25
3. Round & Round 4:41
4. Kosmos 6:43
5. Homebreakers 5:49
6. The Strange Museum 3:29
7. The Whole Point II 2:43
8. Speak Like a Child 2:56
9. Just Like Yesterday 5:35
10. Precious 3:54
11. Headstart for Happiness 3:22
12. Work to Do 2:55
13. Pity Poor Alfie 3:22

CD 5 – London Royal Albert Hall 13.10.1992 Disc 1
1. What's Goin On? 4:00
2. Uh Huh Oh Yeh! (Always There to Fool You!) 3:35
3. Man In the Corner Shop 3:22
4. (When You) Call Me 3:31
5. Hercules 4:05
6. Bull-Rush / Magic Bus 5:12
7. Round & Round 4:04
8. Above the Clouds 4:00
9. Arrival Time 8:27
10. Everything Has a Price to Pay 3:34

CD 6 – London Royal Albert Hall 13.10.1992 Disc 2
1. Fly On the Wall 3:43
2. Clues 4:25
3. Amongst Butterflies 2:33
4. Headstart for Happiness 3:25
5. Ohio 3:27
6. Into Tomorrow 3:18
7. I Didn't Mean to Hurt You 4:11
8. Long Hot Summer 5:22
9. Bitterness Rising 6:07
10. All Year Round 5:00
11. Kosmos 5:57

CD 7 – Phoenix Festival 13.07.1995
1. The Changingman	3:59
2. Hung Up 2:44
3. Has My Fire Really Gone Out? 3:44
4. Whirlpools' End 6:04
5. Uh Huh Oh Yeh! 3:09
6. Out of the Sinking 3:43
7. I Didn't Mean to Hurt You 3:55
8. Porcelain Gods 6:40
9. Stanley Road 4:12
10. You Do Something to Me 3:33
11. Can You Heal Us (Holy Man) 4:05
12. Shadow of the Sun 8:42
13. Sunflower 3:58
14. Into Tomorrow 3:15
15. Broken Stones 3:07
16. Woodcutter's Son 5:41
17. The Swamp Song feat. Noel Gallagher 2:46
18. I Walk On Gilded Splinters feat. Noel Gallagher 3:58

CD 8 – London Finsbury Park 09.06.1996
1. The Changingman 3:56
2. I Walk On Gilded Splinters 4:18
3. Out of the Sinking 3:32
4. Hung Up 2:41
5. Sunflower 4:02
6. Broken Stones 3:26
7. Fly On the Wall 3:19
8. Wild Wood 3:33
9. Tales from the Riverbank 3:22
10. Foot of the Mountain 5:04
11. You Do Something to Me 3:32
12. Can You Heal Us (Holy Man) 4:08
13. Woodcutter's Son 5:30
14. Whirlpools' End 7:48

CD 9 – Cardiff 11.05.1997
1. I Walk On Gilded Splinters 4:19
2. Peacock Suit 2:55
3. Porcelain Gods 7:00
4. Heavy Soul 7:10
5. Broken Stones 3:21
6. Friday Street 2:26
7. The Changingman 3:30
8. Woodcutter's Son 6:06
9. Mermaids 3:06
10. Sunflower 4:01
11. Into Tomorrow 3:22

CD 10 – London Victoria Park 08.08.1998
1. Into Tomorrow 3:30
2. Peacock Suit 2:58
3. Friday Street 2:22
4. Mermaids 3:10
5. Sunflower 4:00
6. Out of the Sinking 3:37
7. Science 3:54
8. Heavy Soul 8:09
9. As You Lean Into the Light 2:59
10. Wild Wood 3:43
11. Up In Suzes' Room 4:42
12. Can You Heal Us (Holy Man)
13. The Changingman 3:34
14. Porcelain Gods 5:26
15. Woodcutter's Son 5:23
16. I Walk On Gilded Splinters 4:21
17. Broken Stones 3:44

CD 11 – BBC Radio Theatre 09.11.1998
1. Into Tomorrow 3:41
2. Out of the Sinking 3:56
3. I Didn't Mean to Hurt You 4:12
4. Heavy Soul 5:20
5. Can You Heal Us (Holy Man)	4:38
6. Brand New Start 4:13
7. Wild Wood 3:49
8. Friday Street 2:21
9. Mermaids 3:01
10. The Changingman 3:42
11. Porcelain Gods 5:55
12. Broken Stones 3:40

CD 12 – BBC Radio Theatre 27.05.2000
1. He's the Keeper 5:00
2. Frightened 4:06
3. Back In the Fire 4:49
4. There Is No Drinking, After You're Dead 5:28
5. Stanley Road 3:57
6. You Do Something to Me 3:54
7. Sweet Pea, My Sweet Pea 4:28
8. With Time and Temperance 5:50
9. Picking Up Sticks 5:05
10. Love-Less 5:35
11. Sunflower 4:07
12. Woodcutter's Son

CD 13 – Sold On Song 11.02.2006
1. Hung Up 3:01
2. Wild Wood 4:08
3. English Rose 1:25
4. Roll Along Summer 3:22
5. Let It Be Me 3:21
6. Back In the Fire (Clip) 0:48
7. Amongst Butterflies 2:51
8. Frightened 4:22
9. To the Start of Forever 3:55
10. That's Entertainment 3:28

### DVD
Later... with Jools Holland
1. Sunflower
2. Has My Fire Really Gone Out?
3. You Do Something To Me
4. I Should Have Been There To Inspire You
5. Heavy Soul
6. Picking Up Sticks
7. From The Floorboards Up
8. Savages
9. Come On/ Let's Go
10. Push It Along
11. 22 Dreams

Later Presents: Paul Weller In Concert:
1. Out Of The Sinking
2. Broken Stones
3. Porcelain Gods
4. Wild Wood
5. Takes From The Riverbank
6. Foot Of The Mountain
7. Into Tomorrow

BBC Electric Proms:
1. Blink And You'll Miss It
2. From The Floorboards Up
3. Don't Go To Strangers
4. Porcelain Gods/ I Walk On Gilded Splinters
5. In The City
6. Wild Blue Yonder
7. Down In The Tube Station At Midnight
8. Broken Stones
9. Town Called Malice

Top Of The Pops:
1. Uh Huh Oh Yeh
2. The Changingman
3. Peacock Suit
4. Mermaids
5. From The Floorboards Up
6. Town Called Malice